# Bethencourtia rupicola
Bethencourtia rupicola là một loài thực vật có hoa trong họ Cúc. Loài này được (B.Nord.) B.Nord. mô tả khoa học đầu tiên năm 2006.